# Stilo (Italia)
Stilo (Stilu in calabrese, Stylon in greco-calabro) è un comune italiano di 2 298 abitanti della città metropolitana di Reggio Calabria in Calabria, inserito nel circuito I borghi più belli d'Italia.

## Geografia fisica

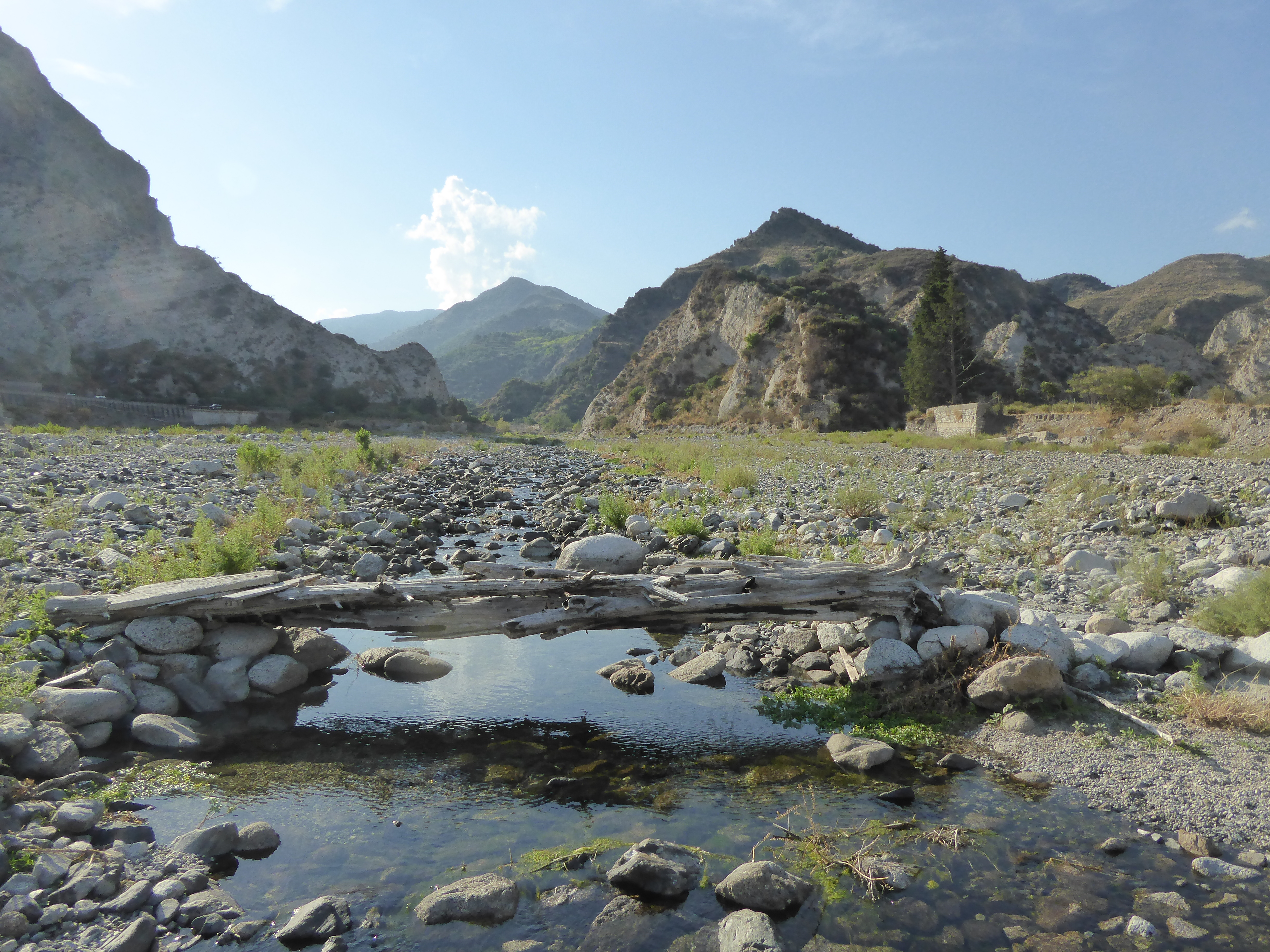
La fiumara Stilaro nel comune di Stilo (agosto 2018)

Stilo si trova ai piedi del Monte Consolino.
Nelle vicinanze di Ferdinandea si estende il bosco di Stilo, un esempio tipico di bosco delle Serre calabresi, con abeti bianchi e faggi e con un ricco sottobosco con forte presenza di eriche e agrifogli. Come fauna sono presenti il gatto selvatico, la martora e numerose specie di picchi. Il territorio si estende, con un sottile lembo, fino al mare in località Caldarella.
Dal punto di vista idrografico, lungo tutto il territorio di Stilo scorre la fiumara Stilaro; nell'area boschiva e montana del comune erano state edificate la Diga Giulia e la Diga Azzarera, ora non più in uso.
Sempre in quest'area scorrono gli affluenti Folea, Mila e Ruggero; verso l'area pianeggiante si aggiungono, provenienti da Pazzano, il torrente Troia e il Fosso Brunìa. Lo Stilaro sfocia infine nel mar Jonio in contrada Caldarella.

### Clima

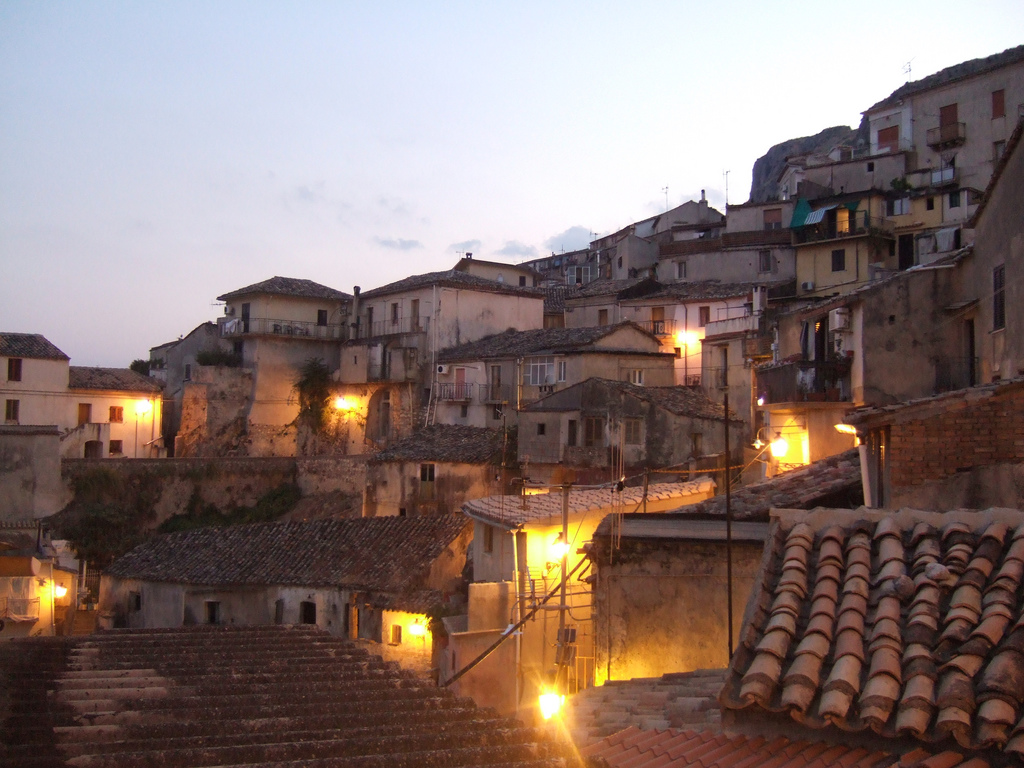
Stilo di sera

| Stilo                      | Mesi | Mesi | Mesi | Mesi | Mesi | Mesi | Mesi | Mesi | Mesi | Mesi | Mesi | Mesi | Stagioni | Stagioni | Stagioni | Stagioni | Anno  |
| Stilo                      | Gen  | Feb  | Mar  | Apr  | Mag  | Giu  | Lug  | Ago  | Set  | Ott  | Nov  | Dic  | Inv      | Pri      | Est      | Aut      | Anno  |
| -------------------------- | ---- | ---- | ---- | ---- | ---- | ---- | ---- | ---- | ---- | ---- | ---- | ---- | -------- | -------- | -------- | -------- | ----- |
| T. max. media (°C)         | 13,0 | 15,0 | 17,0 | 19,0 | 24,0 | 28,0 | 31,0 | 31,0 | 28,0 | 24,0 | 20,0 | 14,0 | 14,0     | 20,0     | 30,0     | 24,0     | 22,0  |
| T. min. media (°C)         | 0    | 5,0  | 9,0  | 11,0 | 15,0 | 18,0 | 22,0 | 22,0 | 19,0 | 16,0 | 9,0  | 2,0  | 2,3      | 11,7     | 20,7     | 14,7     | 12,3  |
| Precipitazioni (mm)        | 63,0 | 52,0 | 43,0 | 31,0 | 17,0 | 9,0  | 5,0  | 5,0  | 29,0 | 53,0 | 63,0 | 59,0 | 174,0    | 91,0     | 19,0     | 145,0    | 429,0 |
| Umidità relativa media (%) | 72   | 71   | 69   | 68   | 67   | 66   | 64   | 67   | 70   | 72   | 71   | 72   | 71,7     | 68       | 65,7     | 71       | 69,1  |

## Origini del nome
Secondo il Barrio e il Marafioti, Stilo prende il nome dalla fiumara Stilaro e non viceversa, come pensa l'Aceti, il quale ritiene che la città abbia ricevuto tale nome in virtù della conformazione a colonna, in greco Stylon, del promontorio di Cocinto (attuale Punta Stilo), dove si trovava una volta il primo insediamento. Altri pensano si chiami Stylon, appunto "colonna", per la forma del Monte Consolino, sua attuale ubicazione.
Altra ipotesi è che Stilo debba il suo attuale nome alla presenza di una colonna, di antico tempio esistente nel primo centro urbano originario della cittadina, nei pressi della città magno-greca Kaulonia denominato Stilo. Gli abitanti trasferitisi ai piedi del Consolino avranno battezzato il nuovo centro con il nome Stilo (colonna).

## Storia

### Età antica
Le origini di Stilo sono legate alla distruzione durante il periodo greco, da parte di Dionisio I di Siracusa, della città di Kaulon. Secondo Apollinare Agresta (Vita di San Giovanni Therestis, 1677), fu edificata in ben tre luoghi diversi: la prima volta nel promontorio di Cocinto, attuale Punta Stilo (da indagini subacquee effettuate negli anni '80 sarebbe stata individuata l'area in cui sorgeva il Coynthum Promontorium, citato nelle fonti greche.), nel Medioevo, sempre in quest'area, sulla destra della fiumara Assi, e infine sul Monte Consolino.
In principio fu una città fortificata, un oppidum magnogreco di nome Consilinum, o in greco Kosilinon (da kosi, "villaggio", e silinon, "della luna").
Stilo nel periodo del basso impero romano era considerata la Kaulonia italiota e successivamente cambiò il nome in Stilida.
Il nome Stilida deriva dalla fiumara Stilaro, dalla forma del promontorio allungato e dalla colonna del tempio di Giove Omorio.
Considerata nell'Itinerarium Antonini una stazione itinerante distante 400 stadi (unità di misura di distanza greca) da Locri.
Nella regione dei Salti (in latino saltus), separata dalle località Malafrana a est, Maddaloni, Troiano e Napi a sud e da località Maleni e dallo Stilaro a nord, è stato ritrovato l’unico complesso residenziale romano in villa, denominato villa di località Maddaloni, dell'area, a cui è stato attribuito uno sviluppo in senso monumentale nel corso del III secolo, e almeno altri 4 siti tardo-antichi a corona.

### Età medievale

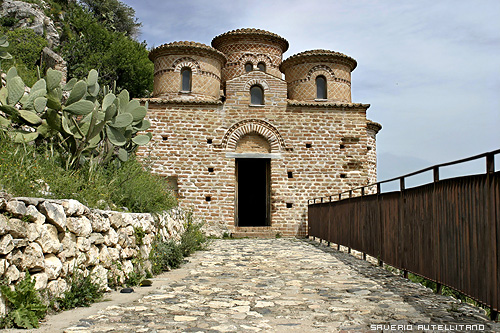
La Cattolica (IX secolo)

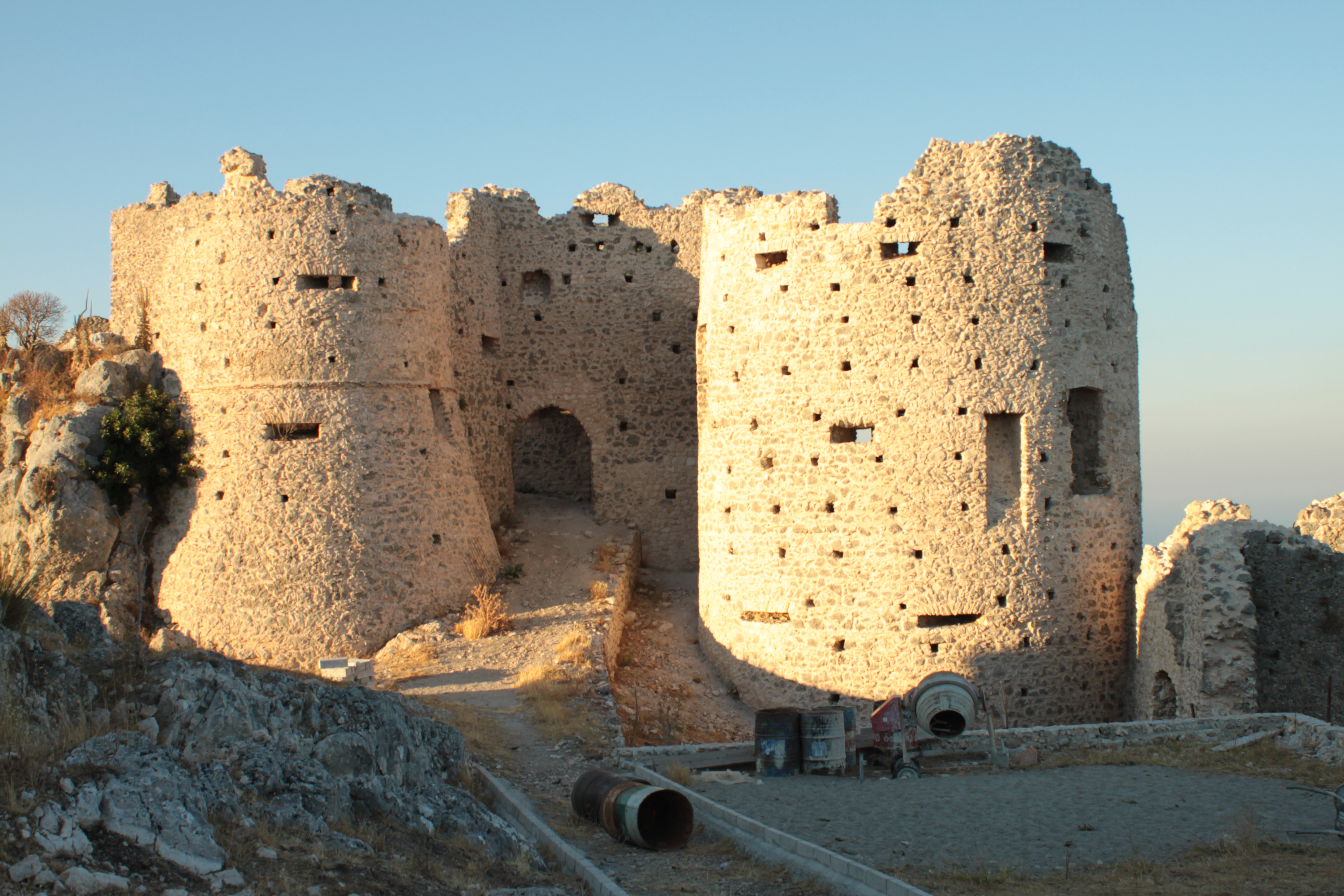
Il castello normanno

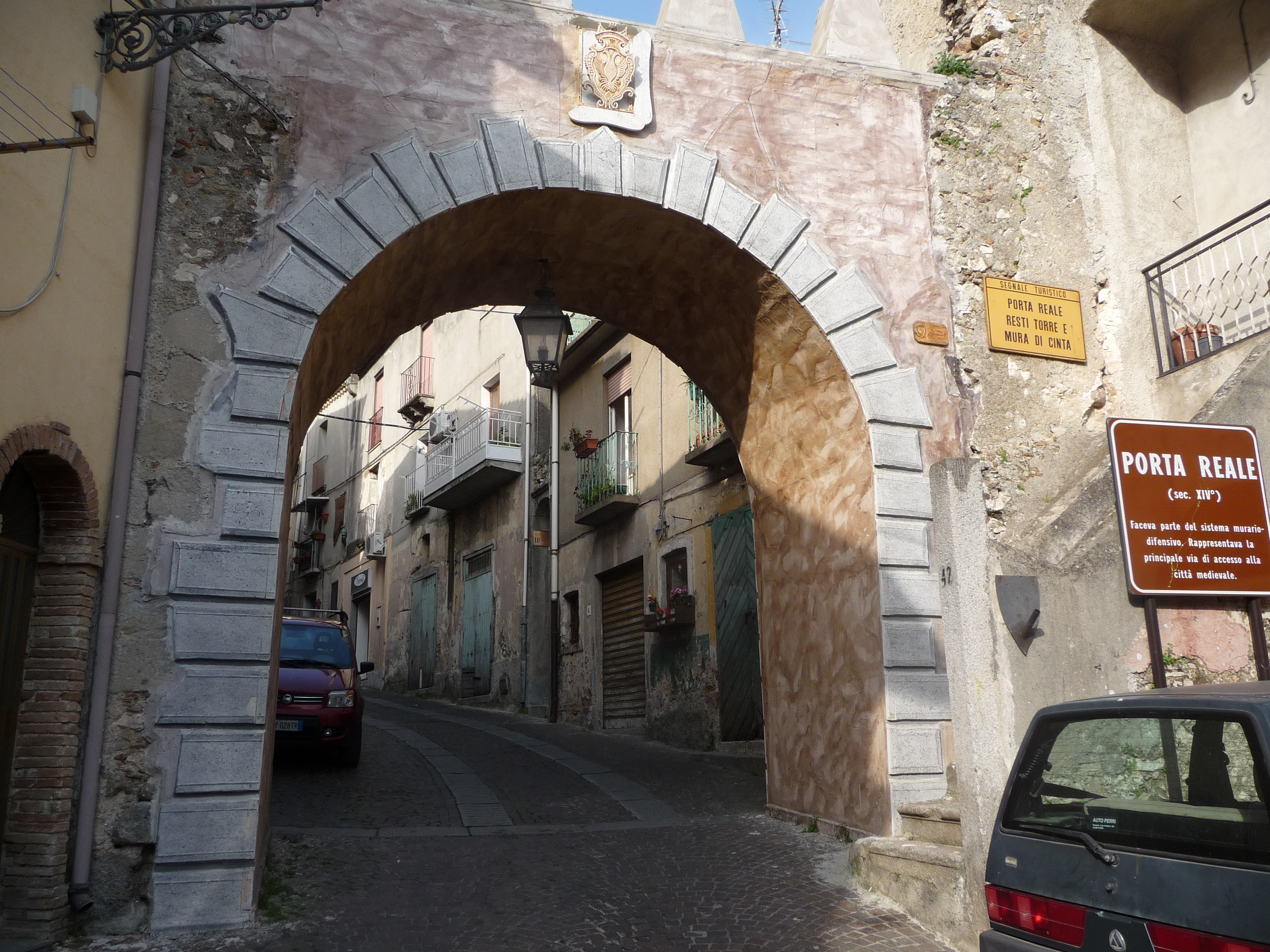
La Porta Reale (XIV secolo)

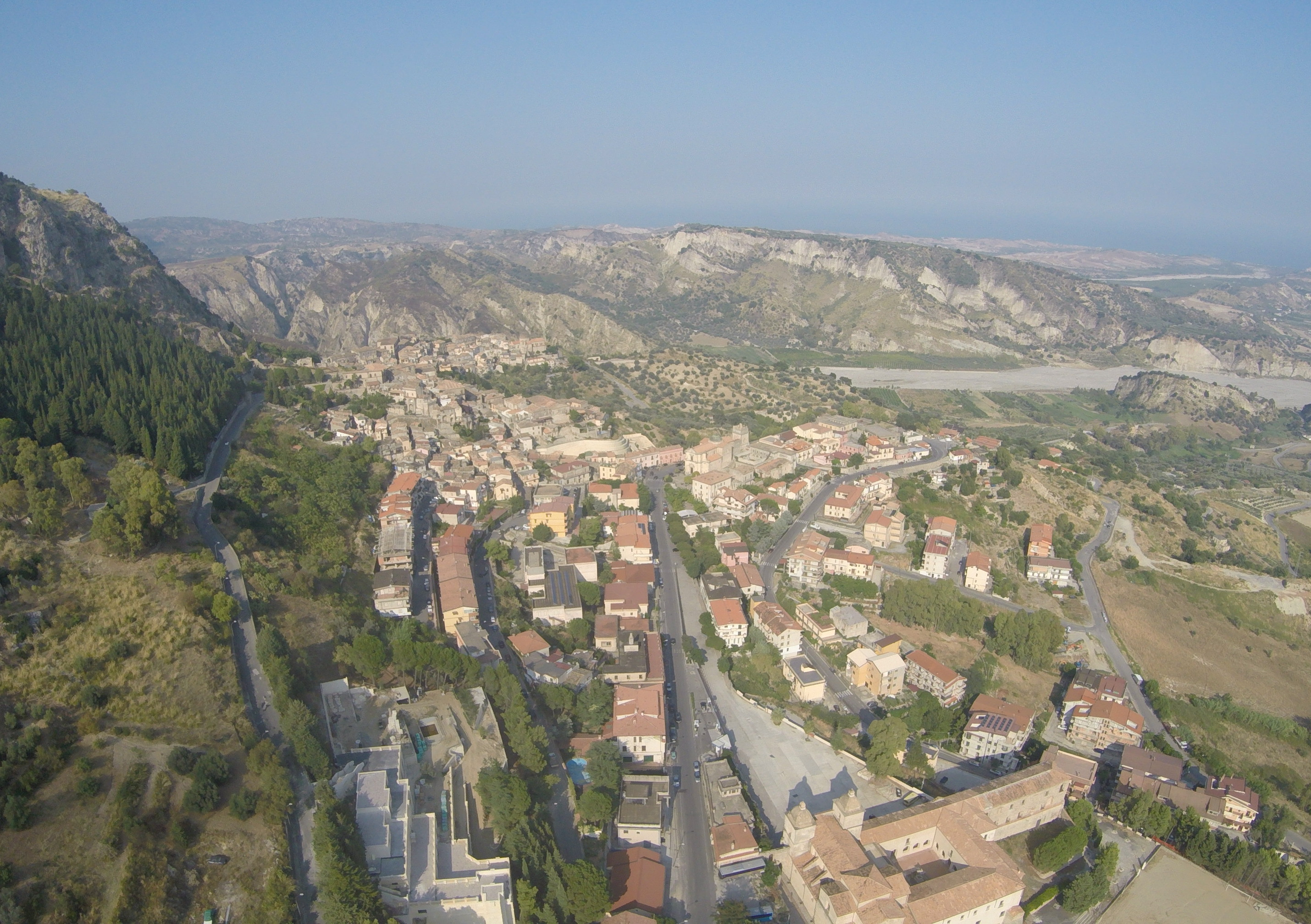
Stilo dall'alto (2016)

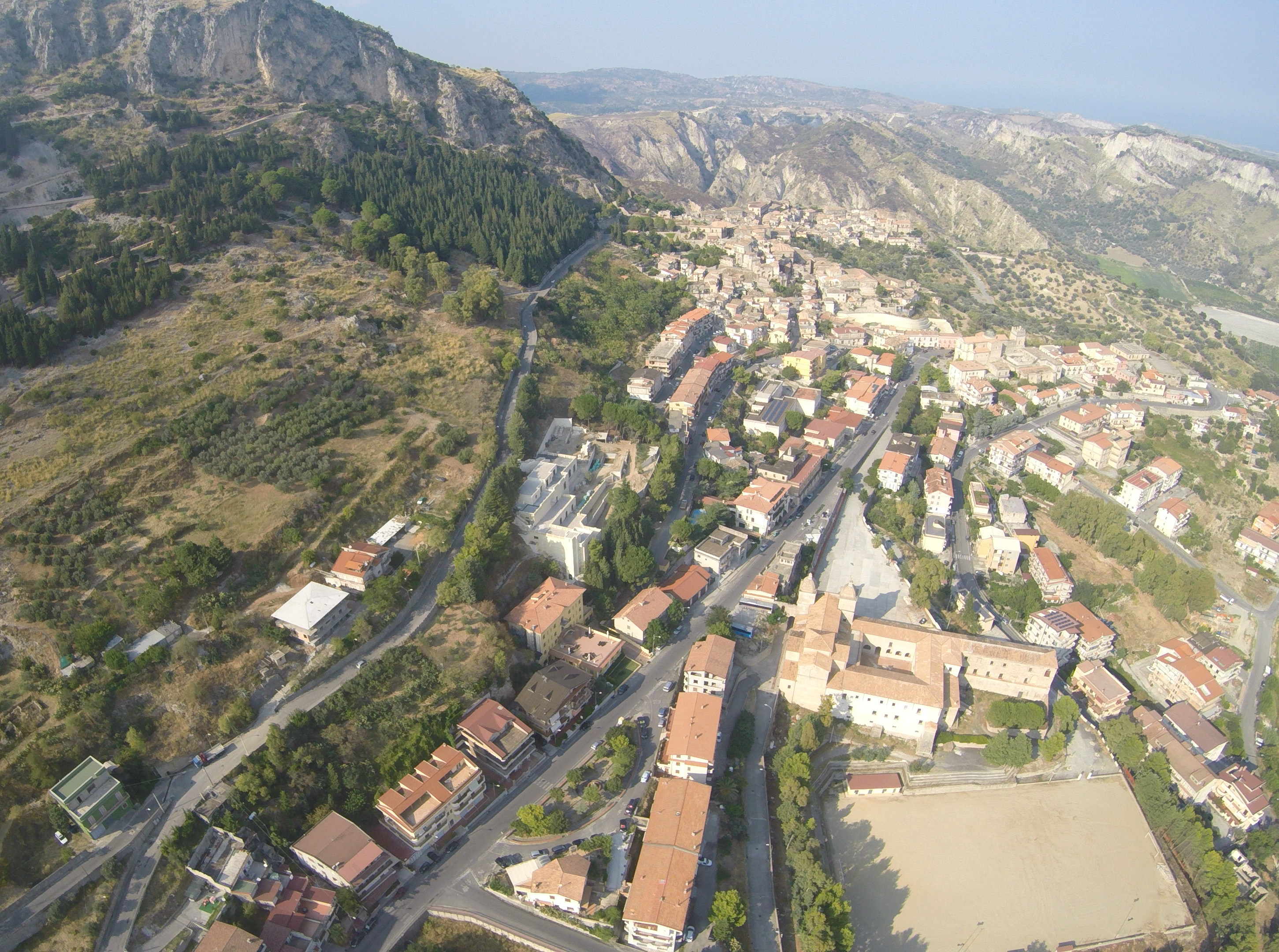
Stilo dall'alto (2016)

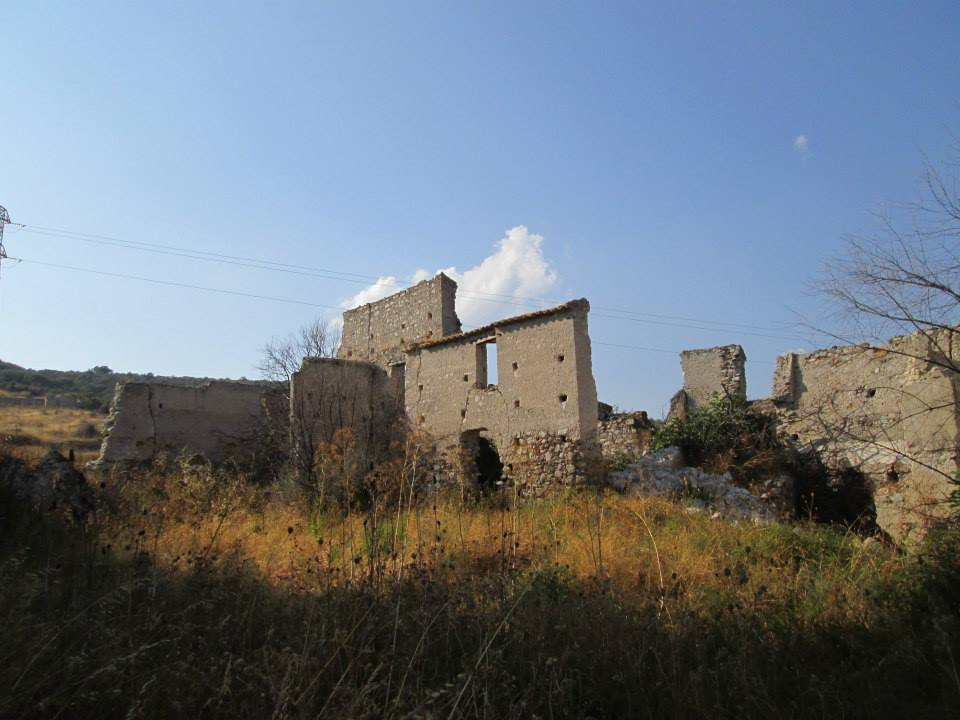
LaGrangia di San Leonte (foto di Elia Fiorenza)

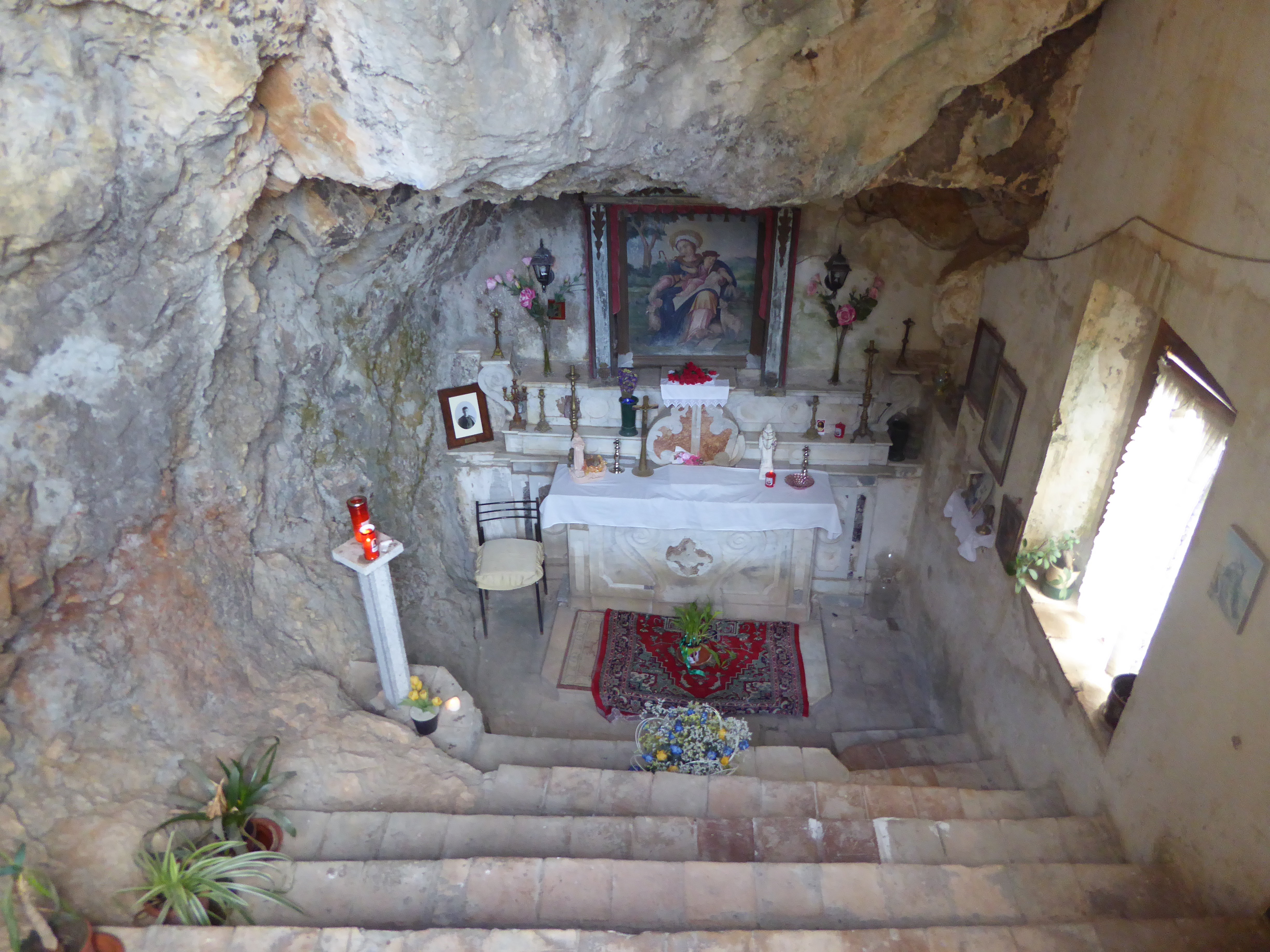
La chiesa della Divina Pastorella, ex Laura Monastica, già menzionata in un atto del 1115

Una battaglia navale avvenne  tra le navi aghlabidi e le navi bizantine comandate da Nasar, nell'880, al largo di Punta Stilo. Questa località allora era chiamata "Le colonne", in greco Steilai.
Stilida divenne parte dell'Impero bizantino nel VI secolo. Stilida era situata nei pressi di Punta Stilo alla destra della fiumara Assi. Il 15 luglio del 982 subì danni a causa di una battaglia tra Ottone II e gli arabo-bizantini, vinta da questi ultimi.
Nel 995 sarebbe stata rapita nel casale (chorion bizantino) di Cursano, sito in località Botterio Signore, la madre di Giovanni Theristis, incinta dello stesso, tradotta poi a Palermo. 14 anni dopo Giovanni sarebbe tornato a Stilo e da allora si sarebbero tramandate leggende e credenze popolari sul suo conto.
Nel corso del Medioevo gli abitanti della costa si trasferirono sempre di più verso l'interno, creando i nuclei medievali degli attuali paesi della vallata dello Stilaro; così gli abitanti di Stilida si spostarono sul Monte Consolino e solo in un terzo momento dove si trova oggi Stilo.
Nel IX secolo venne costruita la Cattolica di Stilo.
Tra il 1065 e il 1071 Stilo resistette all'invasione normanna.
Ai tempi era definita oppidum, cioè città fortificata con cinte murarie. Vi erano cinque porte d'accesso: Porta Stefanina, Porta Terra, Porta Reale, Porta Scanza li Gutti e Porta Cacari.
Tra il X e l'XI secolo nacquero e si espandettero i monasteri di diritto metropolitico di Santa Maria (Theotókos) d'Arsafia, documentato come il più antico sul territorio (all'inizio della seconda metà del X secolo, durante la reggenza del metropolita di Reggio Teofilatto), di San Leonte (oltre la metà dell'XI secolo), di San Pietro dei Salti e di San Nicola di Soumpesa.
Nei pressi del territorio di Arsafia sono stati anche individuati quattro siti in cui erano presenti tre famiglie: Ardabastonai, Mantes, Koubouklesioi. Sempre nel X secolo, in località Salti, alcuni documenti bizantini e poi normanni attestano la presenza di possedimenti delle famiglie Gaidarokrites, Kasiris, Phylores, Phouphounkouloi e Oursoleon, di monasteri e oratori, come quelli di Santa Maria del Primicerio e di San Pietro dei Salti ed il chorion (villaggio bizantino) di Trogion.
Nelle località Marone e Muturavolo erano i possedimenti delle famiglie Karbounes, Parillas, Maronites e Philommates, risalenti alla seconda metà del X secolo e alla prima metà dell'XI secolo. Nei pressi si trovava il chorion di Rousiton.
Nel periodo normanno Stilo divenne possesso del Regio Demanio, a differenza di altre città, come Crotone, Catanzaro e Gerace, proprietà di signori feudali. Conservò questo privilegio fino al XIV secolo, quando Carlo V di Spagna gli revocò i privilegi.
Fino al 1094, anno in cui Ruggero II concesse alcune terre demaniali ad istituti religiosi, Stilo comprendeva i casali di:
- Agrilla
- Antistilo, scomparso nel XV secolo
- Arsafia, dove fu presente un monastero tra il X e l'XI secolo
- Barbarito, scomparso nel XV secolo
- Baronci
- Bingi, situato di fronte a Bivongi sull'altra sponda dello Stilaro nei pressi del torrente Pardalà, dipendente da Arsafia e scomparso nel XII secolo
- Bivongi, assegnato nel 1094 alla certosa di Serra San Bruno
- Botteria, distrutto in battaglia nel XVI secolo; ne rimangono ancora i ruderi
- Calamiona
- Caldarella
- Camini, casale fino al 1811
- Colicestra
- Cursano, situato alla sinistra dell'Assi tra Stilo e Guardavalle; fu distrutto dai Saraceni nel 986 e nominato nei documenti ancora nel 1138, nel 1149 e nel 1154[6]. Nel XII secolo si attestano possedimenti delle famiglie Moschatos e Parillas[6]. I ruderi sono visibili ancora nel '700
- Favaco
- Mesa
- Monasterace, casale fino al 1275
- Oliviano, donato alla certosa di Serra San Bruno nel 1094
- Palacorio
- Pazzano, rimasto legato a Stilo fino al 1811
- Pellicciano
- Plagia o Plaga
- Rosito (Rousiton), esistente almeno dal 1172, andato in rovina nel XVI secolo
- Rovito
- Sakrai
- Salti, nato da una villa romana tardo-antica; intorno all'XI secolo era presente un monastero
- Sant'Andrea di Pruppà, esistente almeno dal 1094
- San Bartolomeo, andato in rovina nel XVI secolo
- San Leonte, nei pressi di Camini in località "Sagghjiuonti"; nel 1212 Federico II lo donò alla Certosa di Santo Stefano; era presente una grangia.
- San Lorenzo, donato nel 1191 da Tancredi di Sicilia alla Certosa di Santo Stefano
- Troghion o Trogino o Trogion, esistente almeno dal 1054 lungo il torrente Troiano

Nel 1260, sotto Carlo I d'Angiò, la città di Stilo risulta demaniale: il suo castello era munito di reale presidio contando per una delle principali fortezze della provincia.
I giacimenti di Stilo, conosciuti fin dai secoli a.C., nel 1094 risultano possedimenti dei Certosini di Serra San Bruno in seguito a donazione del conte Ruggero il Normanno. Qui nacque la ferriera, che utilizzava anche il ferro estratto dal sottosuolo di Pazzano attorno al monte Stella, appartenuta agli Aragonesi e ceduta nel 1524, assieme alle limitrofe ferriere di Spadola e di Fabrizia, da Carlo V a Cesare Fieramosca, fratello del famoso Ettore. Durante tutto il 1600 gli impianti di Stilo producevano in gran quantità. Nella ferriera stilese si lavoravano manufatti ferrosi per uso civile e militare, come "i tubi dell'acquedotto di Caserta, in base ai modelli ed ai disegni preparati dal Vanvitelli", come scrive G. Rubino. Questi, derivata dall'inventario del 1761, tracciò una descrizione della consistenza delle cosiddette "Ferriere Vecchie" di Stilo, per distinguerle dalle nuove, ubicate presso il vicino corso d'acqua Assi. "Esse comprendevano, oltre ad una piccola cappella ed alla residenza per l'amministratore ed i militari di guarnigione, due fonderie, otto ferriere ed una sega idraulica…"

### Età moderna
Nel 1540 Carlo V d'Asburgo vendette le terre demaniali di molti paesi, tra cui Stilo, poiché gli serviva denaro per difendere i territori italiani dalle invasioni turche. Stilo finì nelle mani del marchese Concublet di Arena.
Il 5 settembre 1568 nacque a Stilo il filosofo Tommaso Campanella. Nel 1575 il re di Spagna Filippo II restituì il Demanio e la contea a Stilo.
Sotto Filippo III, nel 1599 avvenne una ribellione, capeggiata da Campanella e soffocata dal governo spagnolo.

#### Stilo nuovamente Regio Demanio

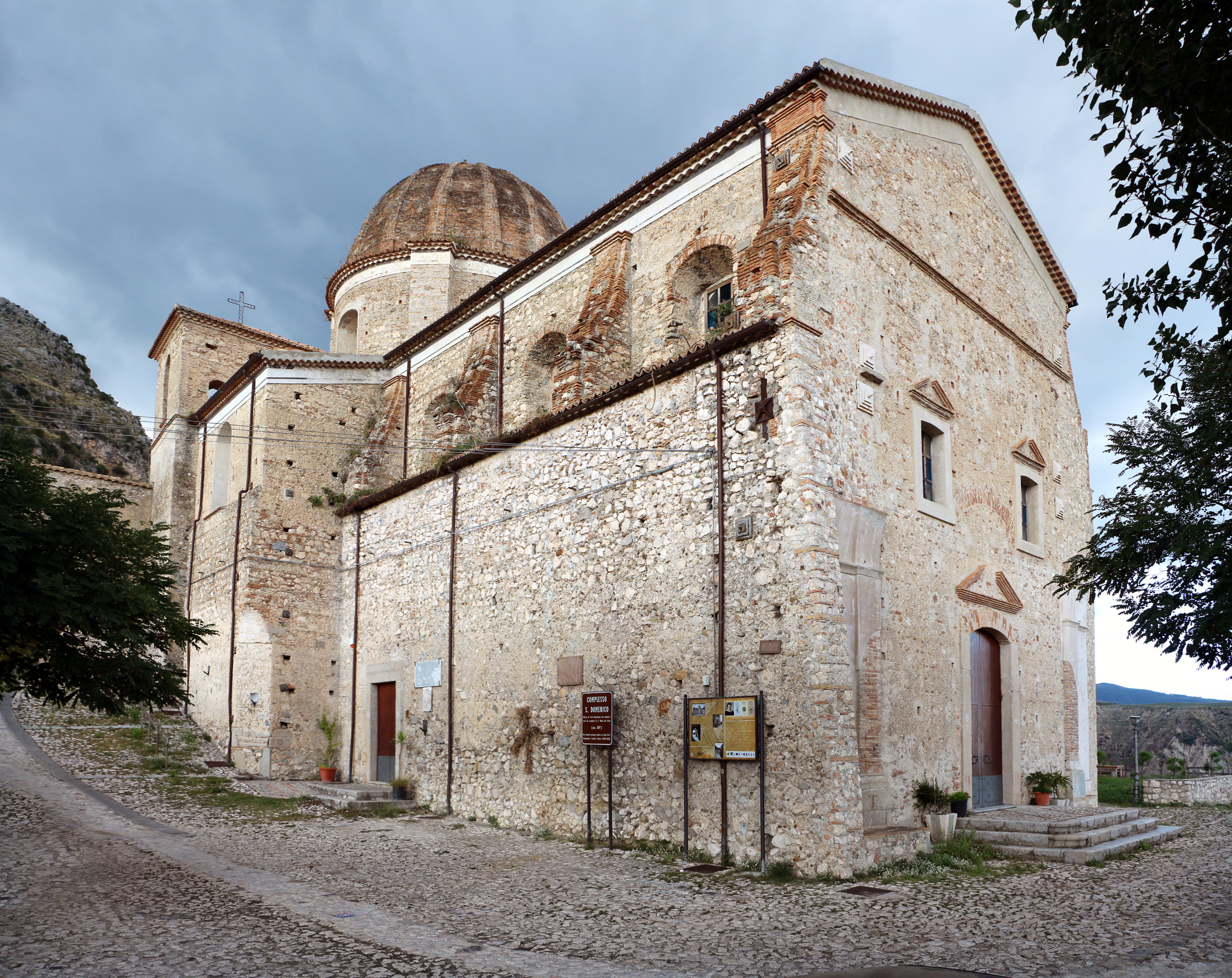
Chiesa di San Domenico (XVII secolo)

Nel 1658, sotto il regno di Filippo IV, furono riconcessi i privilegi di Regio Demanio, come si evince dalla Copia del Real Decreto Della Maestà del Rè Nostro Signore Filippo Quarto in confirmatione dell'antichisimo Demanio e Reali Privilegii della Regia Città di Stilo nel Regno di Napoli.
La gestione del Regio Demanio era rappresentata da varie figure, tra cui la più importante era il sindaco, coadiuvato dagli assessori, che restava in carica un anno.
La giustizia si componeva invece del giudice, amministratore della giustizia ordinaria insieme all'avvocato e all'auditore, del
"baglivo", magistrato, del "mastrodatti", cancelliere che redigeva gli atti dei processi, e del "baiulo", magistrato che rappresentava il potere del sovrano.
Il "capitano" era invece la persona incaricata di gestire la giustizia criminale, insieme a una corte e un notaio.
Il "mastrogiurato" eseguiva gli ordini del capitano.
Nel 1718 così era ripartita la demografia del Regio Demanio di Stilo e dei suoi casali:
| Paese         | Fuochi | Abitanti (stimati) |
| ------------- | ------ | ------------------ |
| Stilo         | 323    | 1292               |
| Guardavalle   | 356    | 1424               |
| Stignano      | 148    | 592                |
| Pazzano       | 135    | 540                |
| Riace         | 131    | 524                |
| Camini        | 65     | 260                |
| Regio Demanio | 1158   | 4632               |

Verso il 1770 il sito siderurgico di Stilo venne abbandonato e ne venne edificato un altro a Mongiana, ben più grande, ricco e più vicino agli sbocchi commerciali e comunicativi, come Serra San Bruno e Pizzo.
Nel 1783 la Calabria venne colpita da un terremoto che danneggiò anche il borgo di Stilo. Dopo il terremoto, così era la suddivisione demografica:
| Paese       | Abitanti |
| ----------- | -------- |
| Stilo       | 1804     |
| Guardavalle | 2692     |
| Bivongi     | 1568     |
| Stignano    | 1411     |
| Riace       | 1265     |
| Pazzano     | 950      |
| Camini      | 586      |

Nel 1806, quando i francesi si impossessarono del Regno di Napoli, Stilo venne saccheggiata dalle loro truppe. Stilo, con il decreto n. 922 per la nuova circoscrizione delle quattordici province del regno di Napoli, cessò di essere Regio Demanio e i suoi casali vennero resi comuni autonomi.
Venne istituito il Circondario di Stilo, di cui facevano parte i comuni di Bivongi, Stignano, Pazzano, Riace, Monasterace, Camini, Guardavalle e Placanica. Il circondario faceva parte del Distretto di Gerace della Provincia di Calabria Ultra.

### Età contemporanea

Stilo nel 1904

Nel settembre 2012 il Diving Center Punta Stilo ha scoperto in località Boario del "Gran Bosco di Stilo" dei massi molto simili alle pietre neolitiche di Nardodipace, con incisi segni e forme geometriche..

### Simboli
Nello stemma comunale è raffigurata un'aquila bicipite con le ali spiegate, le due teste coronate, poggiante su tre monti lambiti dal mare; lungo fianchi la scritta "Illustrissima" e "Civitas Styli". Sotto lo scudo vi è una lista con l'iscrizione latina sanguinis prætio. Il gonfalone è un drappo partito di giallo e di azzurro.

## Monumenti e luoghi d'interesse

### Architetture religiose
Stilo nella sua storia ha annoverato ben 18 chiese, molte delle quali perdute dopo il terremoto del 1783.

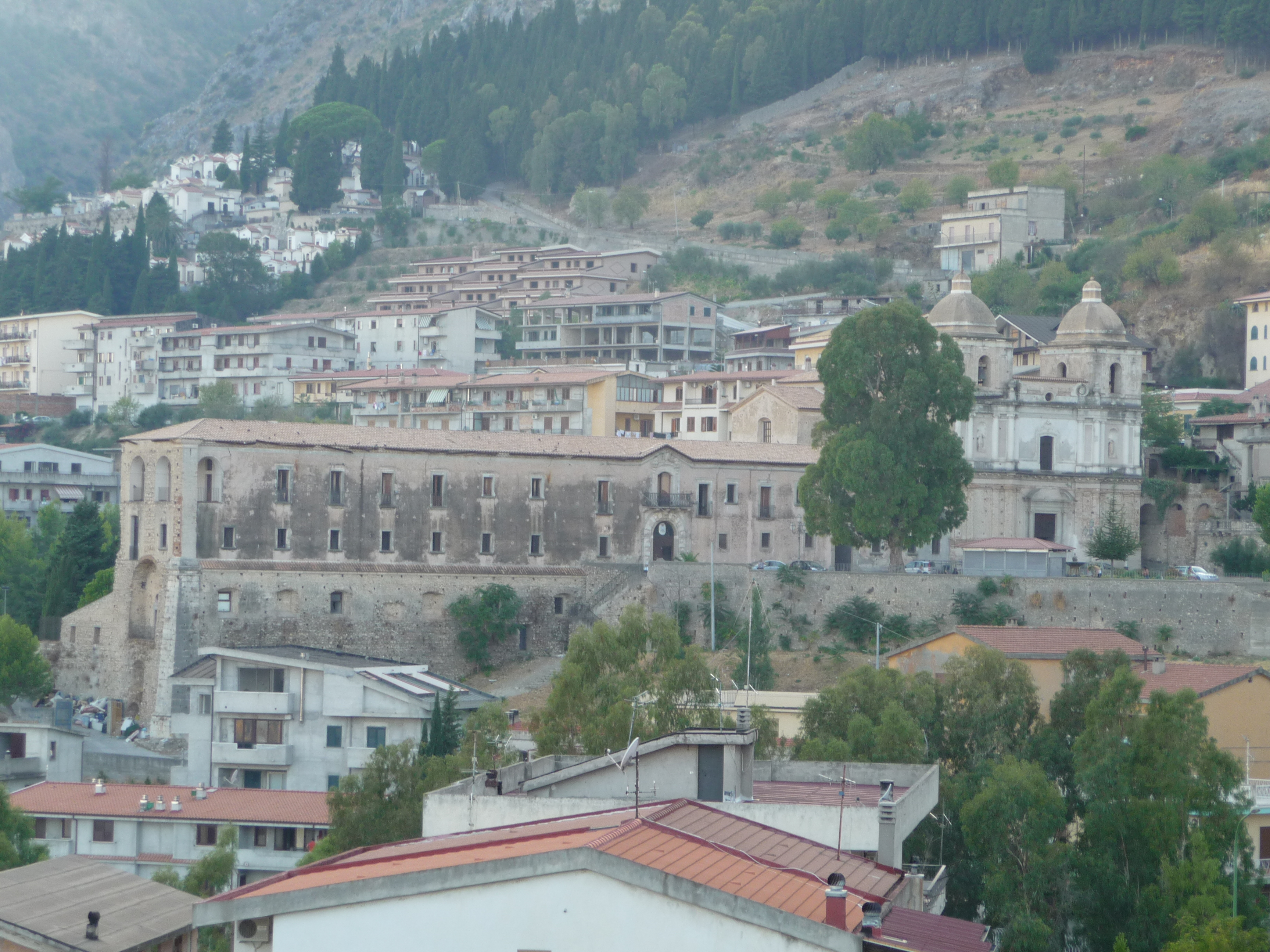
Abbazia di San Giovanni Theresti

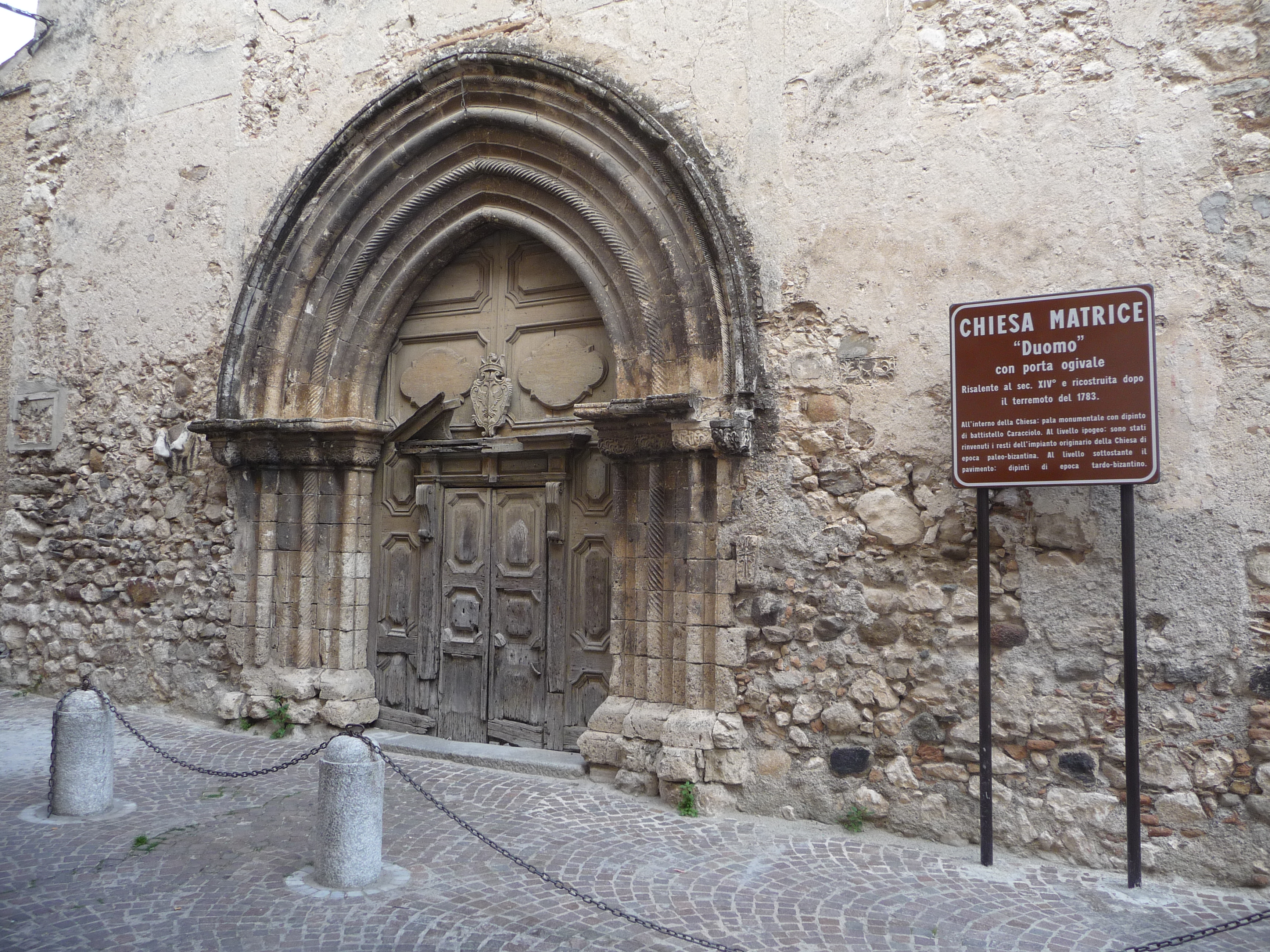
Chiesa matrice (Duomo)

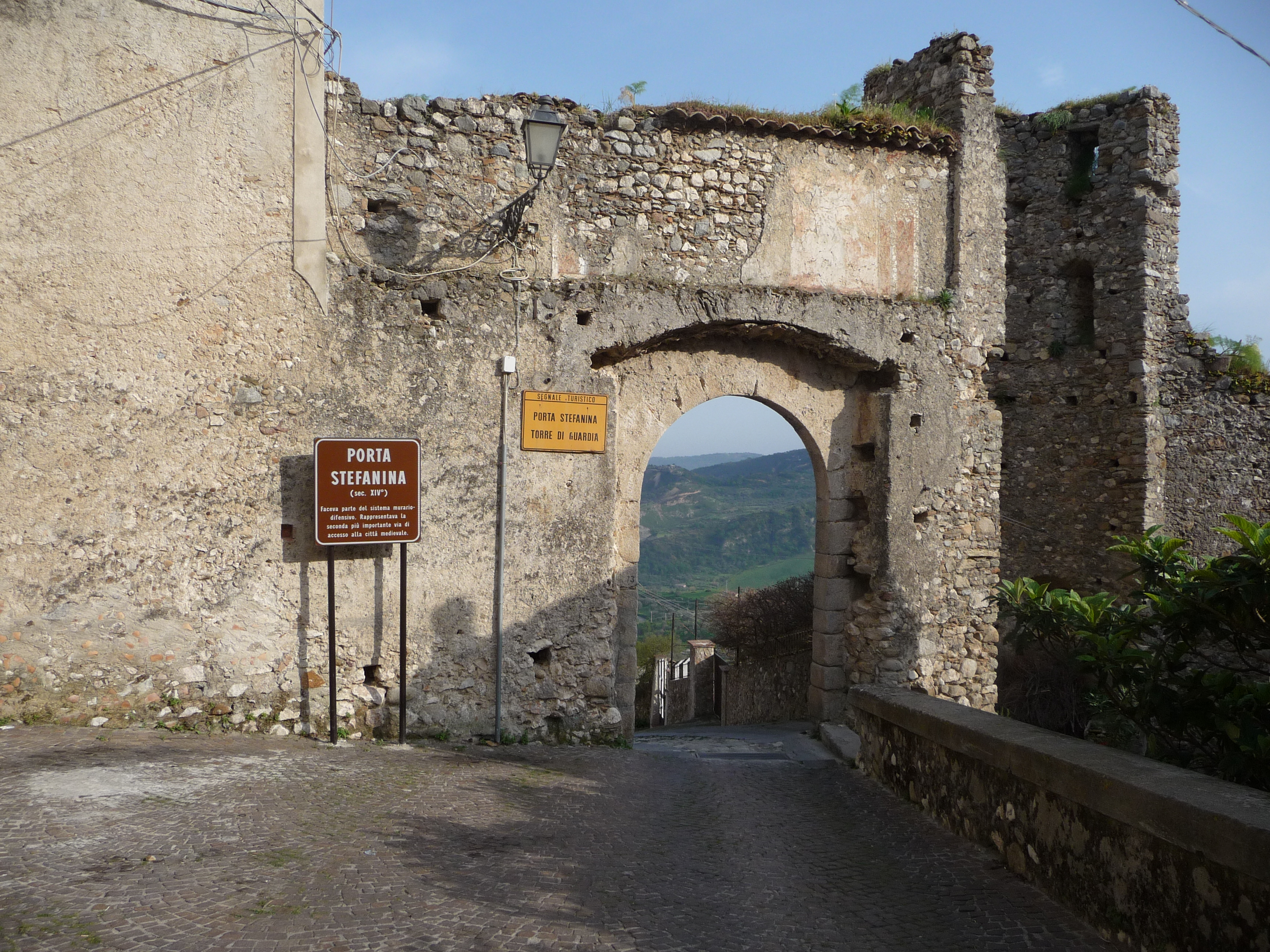
Porta Stefanina

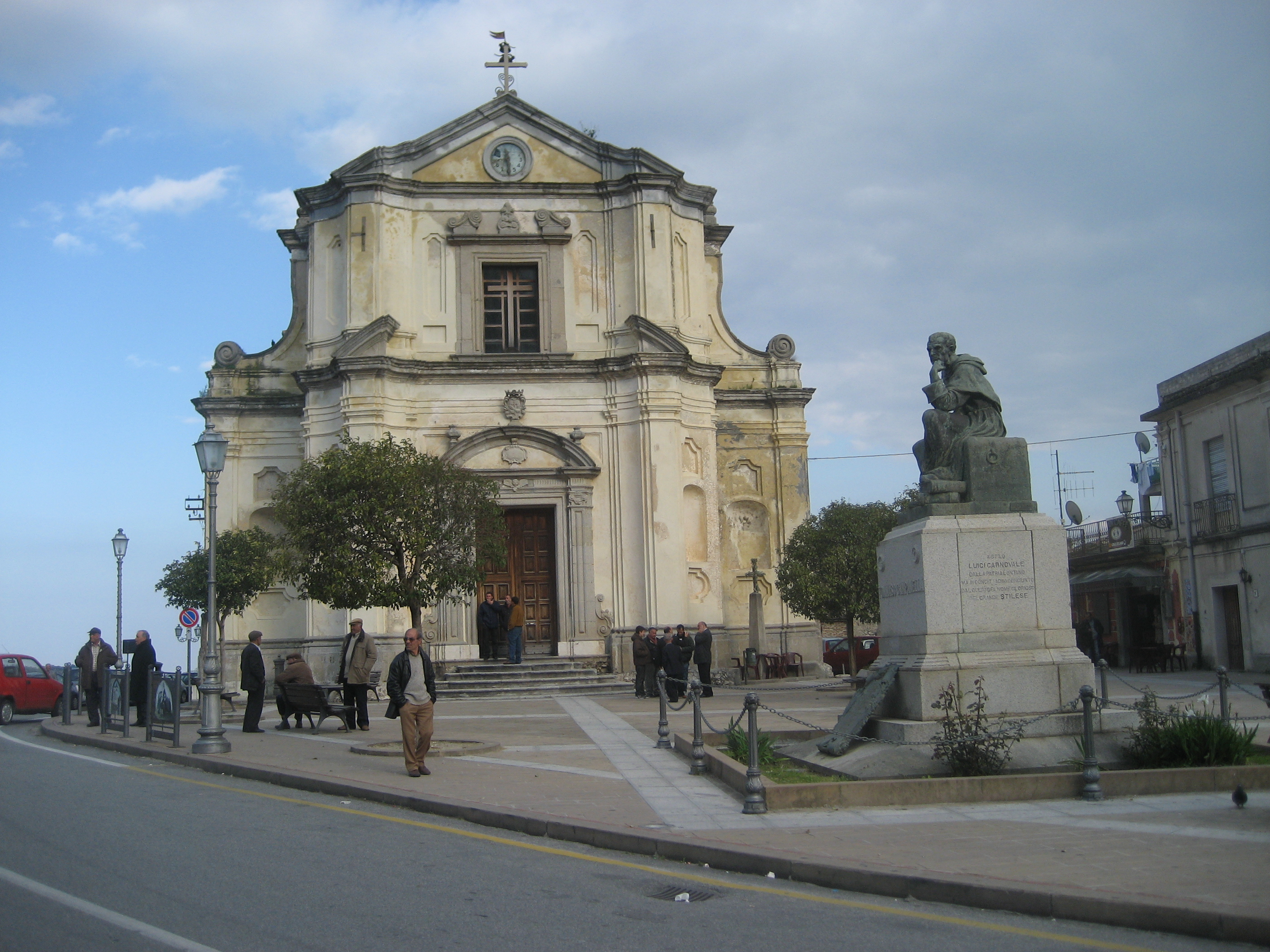
Piazza Carnovale, chiesa di San Francesco e monumento a Tommaso Campanella

- Duomo o chiesa matrice. Chiesa del XIV secolo, ricostruita dopo il terremoto del 1783 con all'interno una pala monumentale del Caracciolo. Costruita su una chiesa paleobizantina.
- Abbazia di San Giovanni Therestis. L'ingresso è caratterizzato da un portone in granito grigio e rosa; al di sopra vi è un balcone con inciso il nome del priore che lo fece costruire. Ha una cupola impostata su 4 pilastri con 2 archi a tutto sesto e 2 archi a sesto acuto. All'interno c'è un dipinto del XII secolo del periodo svevo, raffigurante Madonna in trono con la mano destra sulla spalla del bambino, che benedice. Qui nel 1600 furono portate le reliquie di san Giovanni Therestis da un vecchio convento, con il consenso del papa Alessandro VIII tramite la lettera Ad futuram Dei memoriam[20].
- La "Cattolica", chiesa di architettura bizantina del X secolo, finita di ristrutturare alla fine del 1927. La Cattolica di Stilo è assimilabile alla tipologia della chiesa a croce greca inscritta in un quadrato, tipica del periodo medio-bizantino. All'interno quattro colonne dividono lo spazio in nove parti, all'incirca di pari dimensioni. Il quadrato centrale e quelli angolari sono coperti da cupole su delle colonne di pari diametro; la cupola centrale è leggermente più alta ed ha un diametro maggiore. Su un lato sono presenti tre absidi.
- Chiesa di San Domenico. Chiesa del XVII secolo facente parte di un convento domenicano, di cui sono rimasti solo i ruderi. Qui le famiglie nobili stilesi avevano della cappelle dove seppellivano i propri defunti. Il Campanella vi scrisse la tragedia Maria Regina di Scozia, il trattato teologico De preadestinatione et gratia contra Molinam pro Thomistis, Articuli prophaetales e l'opera La Monarchia di Spagna. Nel 1783, a causa di un terremoto, il convento crollò fino alle fondamenta. Nel 1927 la chiesa fu in parte ricostruita per il crollo del tetto. È una chiesa a croce latina.[21].
- Chiesa di San Nicola da Tolentino
- Chiesa di San Francesco dei Minori, del Settecento
- Chiesa di Santa Caterina
- Chiesa di San Nicola da Bari
- Chiesa di Sant'Onofrio
- Chiesa di San Biagio al Borgo: qui fu battezzato Tommaso Campanella
- Chiesa di Santa Barbara
- Chiesa di Santa Marina e Lucia
- Chiesa della Madonna delle Grazie
- Chiesa della Badia
- Chiesa dei Cappuccini
- Convento delle Clarisse con chiesa di Santa Chiara. Costruito nel XIII secolo, fu dedicato a Santa Maria di Ognissanti.
- Laura della Pastorella. Fu una laura dedicata a santa Maria di Tramontana (da un atto del 1115); nel 1906 don Vincenzo Papaleo la riconverti in chiesa rupestre. All'interno c'è un quadro di Antonio Chirilli del 1931 e dietro l'altare c'è una piccola cavità, che è l'originale grotta primitiva.

### Architetture civili
- Palazzo Giannotti (Rione San Nicola)[22]
- Palazzo Lamberti (Rione San Nicola)[22]. Palazzo del XVII secolo appartenente alla famiglia Lamberti di Stignano[22] e fatto costruire dal capitano Francesco Lamberti[22].
- Palazzo Marzano (Rione San Nicola)[22]
- Badia della famiglia Carnovale (Rione San Nicola)[22]

### Altri monumenti
Laura Sant'Angelo

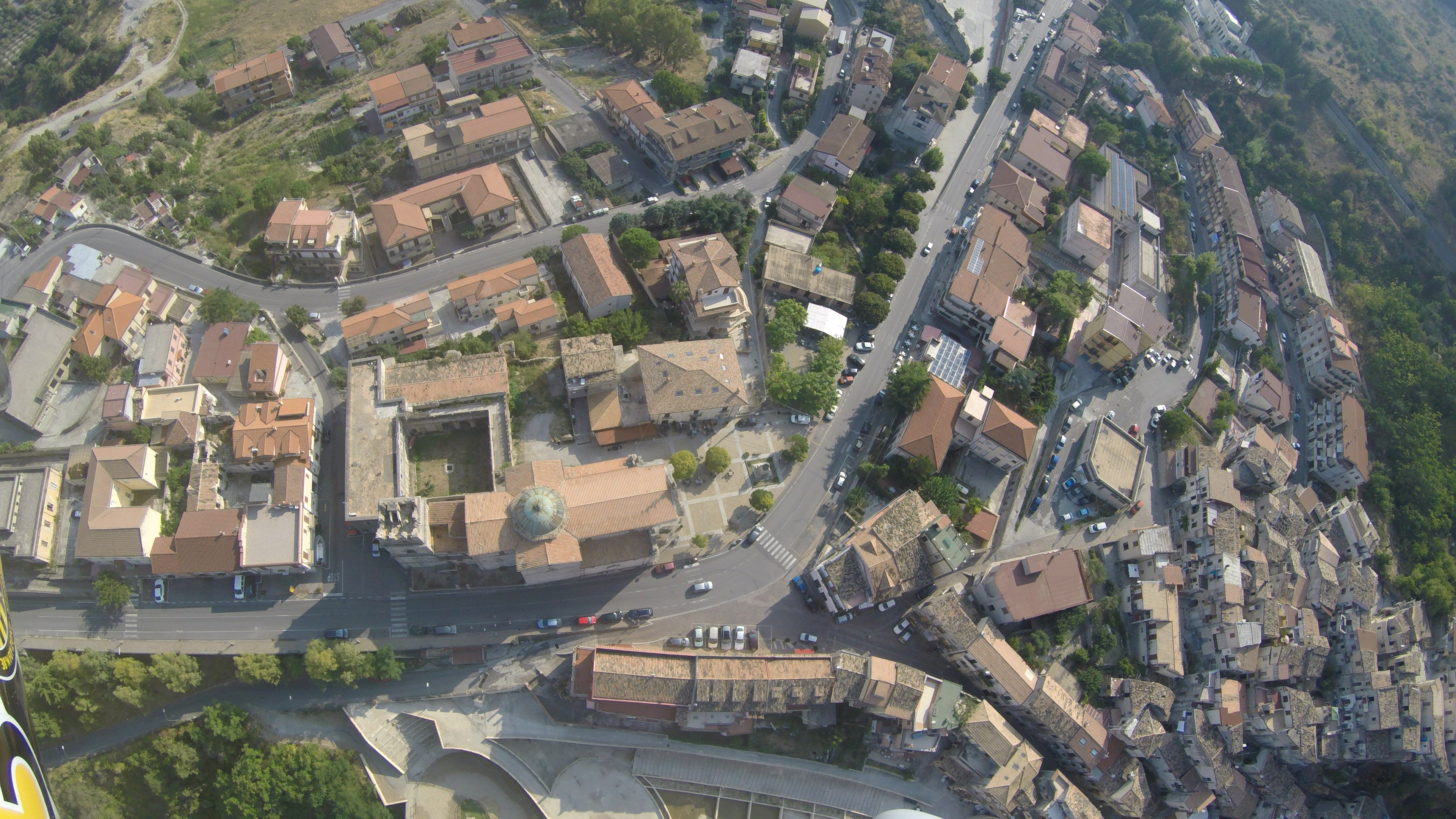
La chiesa di San Francesco dall'alto (2016)

Laura con affreschi di origine bizantina, uno rappresentante il Redentore che benedice i santi Cosma e Damiano, un altro raffigurante san Sebastiano.
Viene ricordata da Tommaso Campanella nel sonetto Sovra il monte di Stilo.
Fontana dei delfini o Gebbia
Opera araba che testimonia l'alleanza tra Bizantini e Arabi, rappresentati da due delfini intrecciati, per scacciare Ottone II di Germania da queste terre.
Il 13 luglio dell'anno 982 si svolse difatti la battaglia di Stilo con la sconfitta dell'imperatore sassone.
Castello normanno di Ruggero II
Il castello, costruito da Ruggero il Normanno sul monte Consolino, risale all'XI secolo. Di forma rettangolare e cinto da opere di difesa, ne rimangono i ruderi delle mura perimetrali, delle torri e delle porte.
Fu distrutto dai Francesi durante la guerra con Carlo V nel XVI secolo.
Porta Stefanina
Uno degli antichi 5 ingressi di Stilo, accanto alla chiesa di San Domenico, rimaneggiata nel Seicento. Era chiamata così perché confinava con il territorio del Convento di Santo Stefano del Bosco.
Museo del territorio e dell'archeologia industriale
Monumento in bronzo a Tommaso Campanella (1923)

## Società

### Evoluzione demografica

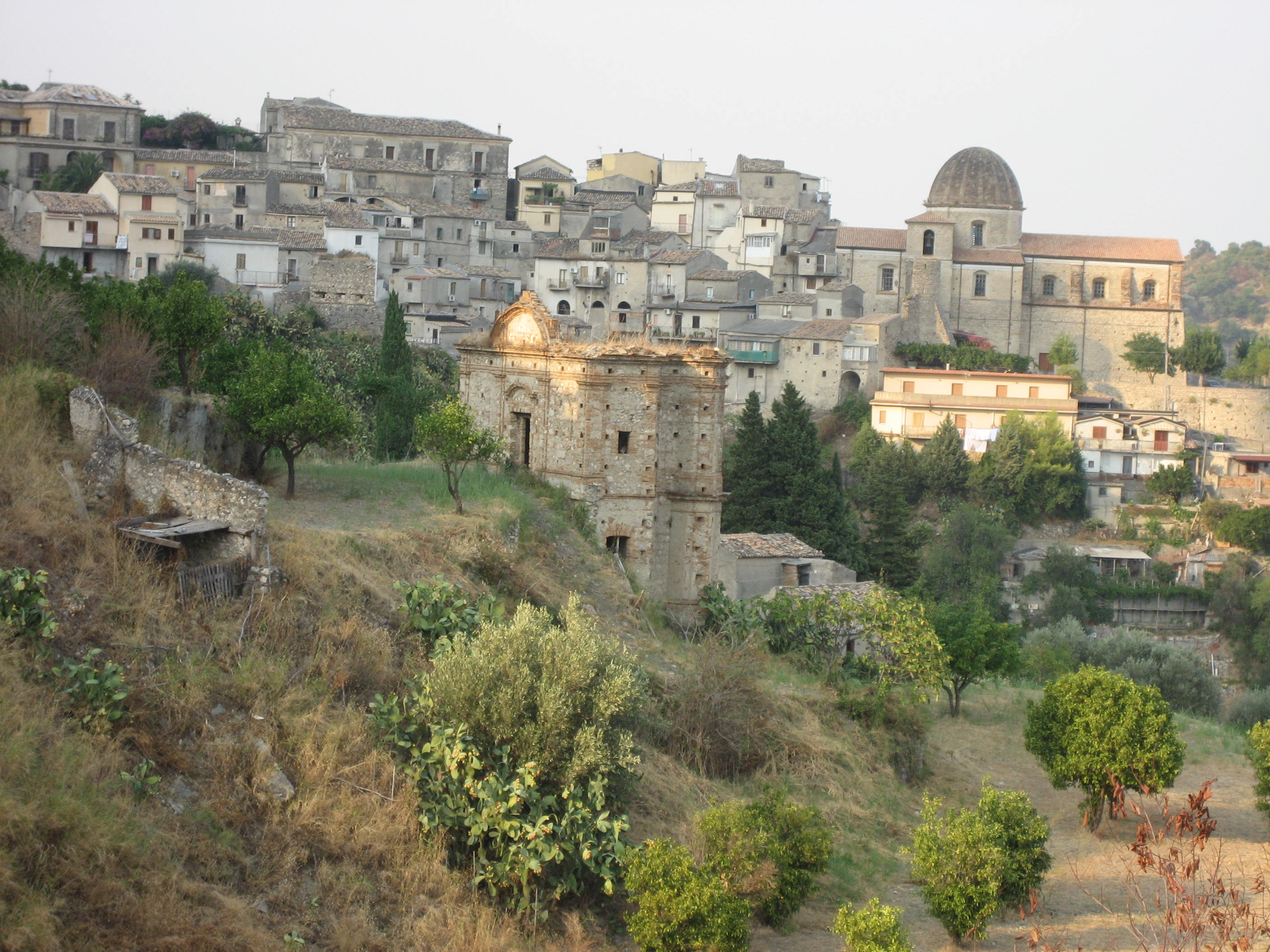
Panorama di Stilo vecchio

Abitanti censiti

## Cultura

### Eventi

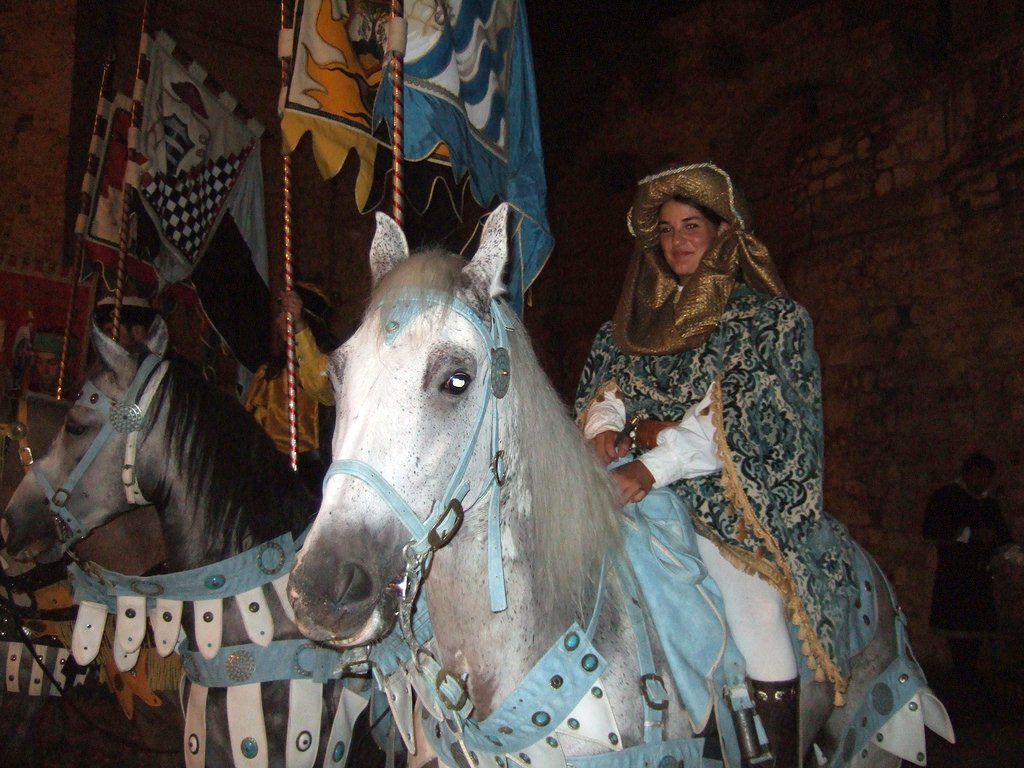
Palio di Ribusa

Ogni anno d'estate la prima domenica di agosto si svolge il "Palio di Ribusa" (chiamato così per la fiera che si svolgeva a Stilo fin dal 1600), la più grande rievocazione storica della Calabria dei tempi medioevali-rinascimentali in cui Stilo svolgeva il ruolo di contea, raccogliendo a sé i feudi di Pazzano, Stignano, Guardavalle, Riace e Camini.

## Geografia antropica
DI seguito un elenco delle contrade urbane e di campagna di Stilo:
| Italiano                | Dialetto stilese    | Posizione               | Etimologia | Panorama |
| ----------------------- | ------------------- | ----------------------- | ---------- | -------- |
| Abbadia                 |                     |                         |            |          |
| Amenta                  |                     | 38.4605°N 16.47°E       |            |          |
| B. Brunicella           |                     |                         |            |          |
| B. Morreale             |                     |                         |            |          |
| Bavolungi               |                     | 38.4468°N 16.491°E      |            |          |
| Bordingiano             | Bordingianu         | 38.467°N 16.4935°E      |            |          |
| Bosco di Stilo          | Vuoscu e Stilu      |                         |            |          |
| Contrada Andrea         |                     |                         |            |          |
| Contrada Caldarella.    | Caddareda           | 38.4262°N 16.5492°E     |            |          |
| Contrada Carnovali      |                     |                         |            |          |
| Contrada Mila           | Mila                |                         |            |          |
| Contrada Mula           | Mula                |                         |            |          |
| Contrada Musco          |                     |                         |            |          |
| Contrada Nipitino       | Nipitinu            |                         |            |          |
| Colla dei Pecorari      |                     |                         |            |          |
| C.le Mondato            |                     |                         |            |          |
| C. Se Acelli            |                     |                         |            |          |
| C. Se Acelli Maledrendi | Maladiendri         |                         |            |          |
| C.ta Tre Ponticelli     |                     |                         |            |          |
| Cafone Pidocchio        |                     |                         |            |          |
| Calamione               | Folesa Russa        |                         |            |          |
| Caldarone               | Assi                |                         |            |          |
| Cantoniera del Pecoraro |                     | 38.5289°N 16.3445°E     |            |          |
| Cas.no Bruciato         |                     |                         |            |          |
| Cassaro                 | Gaduzzu             |                         |            |          |
| Cerasella               | Ceraseda            |                         |            |          |
| Colla della Ficara      |                     |                         |            |          |
| Contrada Coturi         | Cuturi              |                         |            |          |
| Contrada Napi           | Napi                | 38.455773°N 16.478638°E |            |          |
| Contrada Ruggiero       |                     |                         |            |          |
| Corvo                   | Cuorvu              | 38.4908°N 16.3797°E     |            |          |
| Costantino              |                     |                         |            |          |
| Donluca                 |                     |                         |            |          |
| Fonte Ciaramida         |                     |                         |            |          |
| Ferdinandea             | Ferdinandea         | 38.5084°N 16.3801°E     |            |          |
| Feudo                   |                     |                         |            |          |
| Franchi                 |                     |                         |            |          |
| Gargano                 |                     |                         |            |          |
| Gatticello              | Gatticiedu          |                         |            |          |
| Lacini                  |                     |                         |            |          |
| Le Roseviole            | '                   |                         |            |          |
| Le scale                |                     |                         |            |          |
| Leppora                 |                     |                         |            |          |
| Lepporoso               |                     |                         |            |          |
| Ligghia                 | Ligghjìa            |                         |            |          |
| Lighinuso               | Lighinusu           |                         |            |          |
| Loco                    | Muliniedi           |                         |            |          |
| Macinarico              | Macinaricu          |                         |            |          |
| Maddaloni               | Maddaluoni          |                         |            |          |
| Malafranò               |                     |                         |            |          |
| Maleni                  |                     |                         |            |          |
| Mangiatorella           |                     | 38.4851°N 16.3787°E     |            |          |
| Marone Piccia           |                     |                         |            |          |
| Melissari               |                     | 38.47257°N 16.48293°E   |            |          |
| Militano                |                     |                         |            |          |
| Monte Consolino         | Consolinu           | 38.47938°N 16.46192°E   |            |          |
| Monte Palamandrea       |                     |                         |            |          |
| Monte Pareta            |                     |                         |            |          |
| Monte Pellicciano       |                     | 38.4844°N 16.49°E       |            |          |
| Monte San Pietro        |                     |                         |            |          |
| Mulinella               | Mulineda            |                         |            |          |
| Pannara                 | Pannara             | 38.47251°N 16.47964°E   |            |          |
| ?                       | Perdalicini         |                         |            |          |
| Petrolari               | Petrulari           |                         |            |          |
| Piano del Morso         |                     |                         |            |          |
| Ponte di Ferro          | Puonti e Hierru     |                         |            |          |
| Pietra del Boaro        |                     |                         |            |          |
| Pietra del Caricatore   | Petra do Caricaturi |                         |            |          |
| Pozzonaro               |                     |                         |            |          |
| Prano                   |                     |                         |            |          |
| Pruppà                  | Pruppà              | 38.4661°N 16.5247°E     |            |          |
| Pudi                    |                     |                         |            |          |
| Punta Stilo             | Punta Stilu         |                         |            |          |
| Rosito                  | Rositu              |                         |            |          |
| Ruccarellu              | Ruggieru            |                         |            |          |
| Severina                |                     |                         |            |          |
| Tagliaferro             |                     |                         |            |          |
| Tavoleria               |                     | 38.46458°N 16.50226°E   |            |          |
| Vallone Folca           |                     |                         |            |          |
| Vallone Troiano         |                     |                         |            |          |
| Vallone Arito           |                     | 38.4426°N 16.4712°E     |            |          |
| Vallone Folea           |                     |                         |            |          |
| Vallone Taverna         |                     |                         |            |          |
| Valle dell'Inferno      |                     |                         |            |          |
| Vinciguerra             |                     | 38.4712°N 16.4743°E     |            |          |
| Volano                  |                     |                         |            |          |
| Zuino                   |                     |                         |            |          |

## Economia
A Stilo è presente un'azienda d'imbottigliamento di acqua minerale, Mangiatorella, con uno stabilimento di 8000 m², un'azienda di autotrasporti e piccole imprese. L'abitato è prevalentemente coinvolto nel settore agricolo. Grazie alle sue chiese, in particolare la Cattolica, al Palio di Ribusa e alla storia del borgo, è in via di sviluppo il settore turistico-culturale.

## Infrastrutture e trasporti

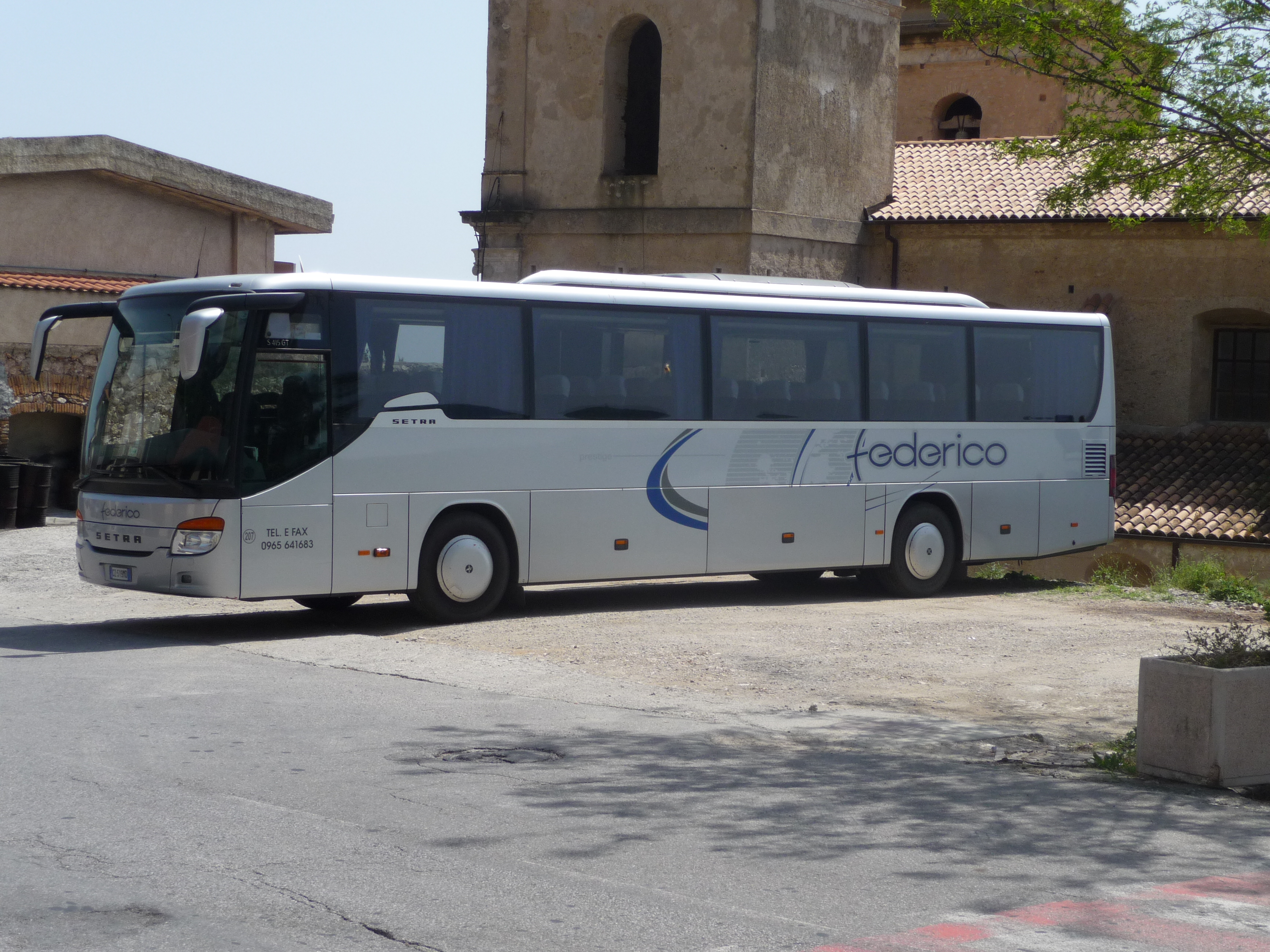
Autobus dell'azienda di trasporti "Federico" parcheggiato a Stilo

### Strade
Il paese è raggiungibile in auto dalla Strada provinciale 9 (Ex. SS 110) provenendo da Monasterace, dove si collega con la strada statale 106 o da Pazzano.

### Autobus
L'unica linea che collega il comune di Stilo è quella dell'azienda autolinee "Federico" (linea Mangiatorella - Locri)).

## Amministrazione
| Periodo        | Periodo        | Primo cittadino                                    | Partito                                 | Carica                    | Note   |
| -------------- | -------------- | -------------------------------------------------- | --------------------------------------- | ------------------------- | ------ |
| 12 giugno 1994 | 27 aprile 1997 | Mario Candido                                      | lista civica Indipendente               | sindaco                   |        |
| 27 aprile 1997 | 13 maggio 2001 | Giorgio Scarfone                                   | lista civica di centro-sinistra         | sindaco                   |        |
| 13 maggio 2001 | 29 maggio 2006 | Giorgio Scarfone                                   | lista civica                            | sindaco                   |        |
| 29 maggio 2006 | 16 maggio 2011 | Gianfranco Miriello                                | lista civica "Impegno Civico"           | sindaco                   |        |
| 16 maggio 2011 | 5 giugno 2016  | Gianfranco Miriello                                | lista civica "Liberi per Stilo"         | sindaco                   |        |
| 5 giugno 2016  | 9 maggio 2019  | Gianfranco Miriello                                | lista civica "Insieme per Stilo"        | sindaco                   |        |
| 9 maggio 2019  | 4 ottobre 2021 | Maurizio Ianieri Roberto Micucci Rosanna Pennestrì |                                         | commissario straordinario | [ 29 ] |
| 4 ottobre 2021 | in carica      | Giorgio Antonio Tropeano                           | lista civica "Nuovo Capitolo per Stilo" | sindaco                   |        |

## Sport

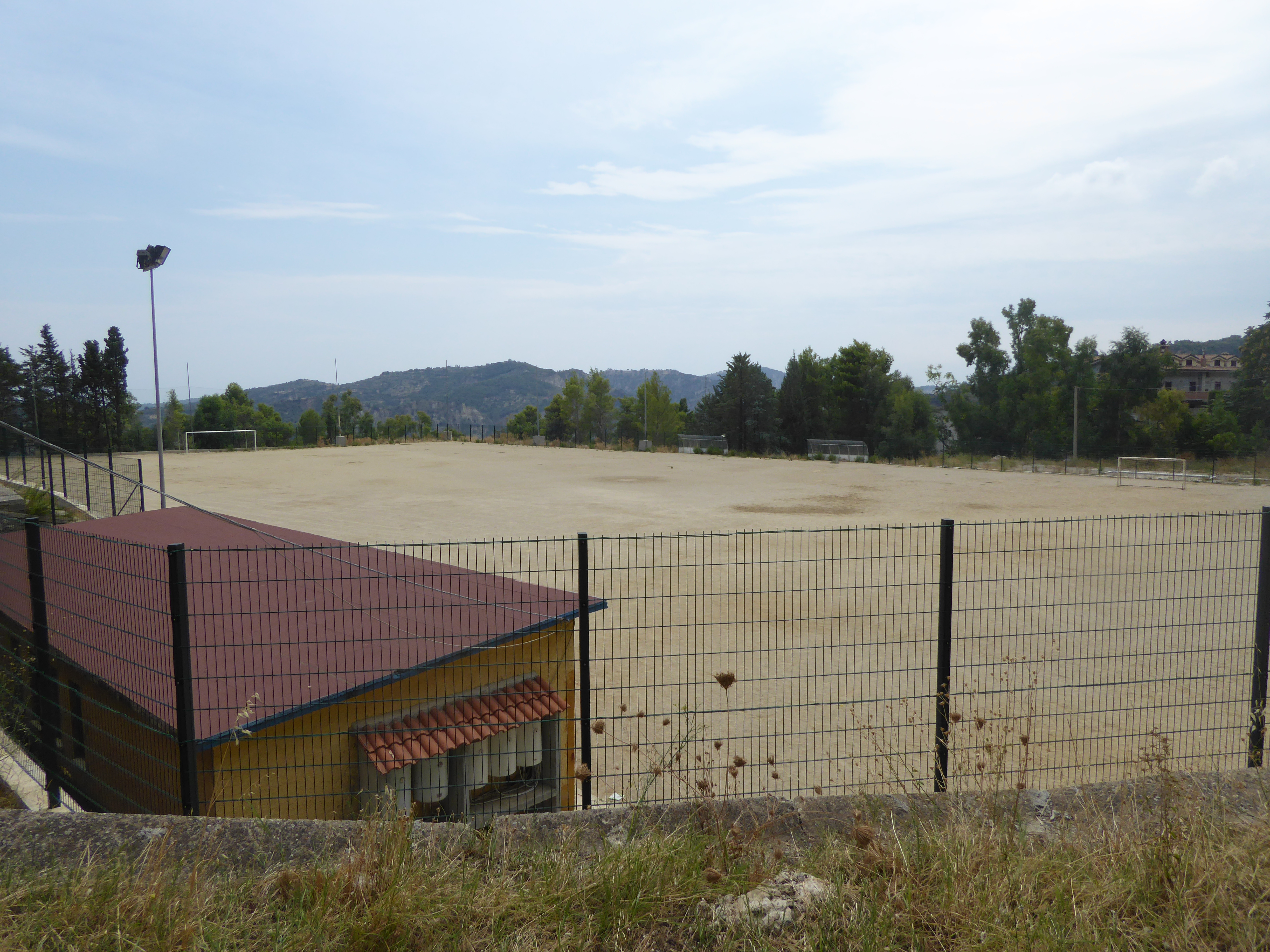
Campo di calcio della Stilese (2018)

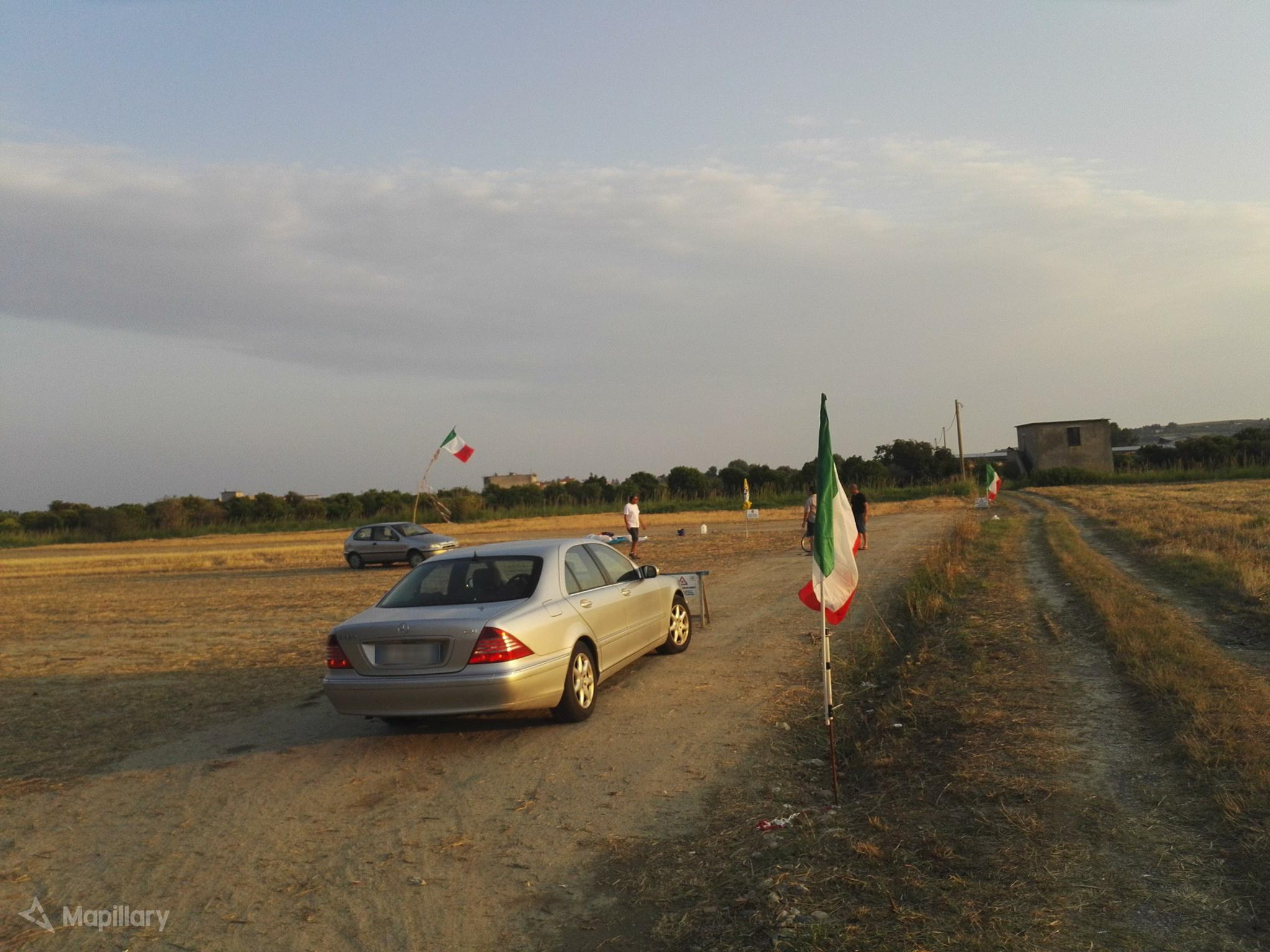
Campo volo "Ali dello Stilaro" (Caldarella - Stilo)

L'unico sport praticato a Stilo è il calcio. La squadra di calcio della città è la ASD Stilese. Nata negli anni '70 e dedicata a "Guido Mesiti", da lì sono passati calciatori come Alfonso Tassone, morto prematuramente, e Gigi Marulla, che ha giocato nel Genoa e nel Cosenza, dove ha segnato 89 gol.
Da giugno 2017 è attivo il campo volo "Ali dello Stilaro" in località "Caldarella".